# Stazione meteorologica di Novafeltria
La stazione meteorologica di Novafeltria è la stazione meteorologica di riferimento relativa alla località di Novafeltria.

## Coordinate geografiche
La stazione meteorologica si trova nell'area climatica dell'Italia settentrionale, in Emilia-Romagna, in provincia di Rimini, nel comune di Novafeltria, a 293 m s.l.m. e alle coordinate geografiche 43°53′N 12°17′E.

## Dati climatologici
In base alla media trentennale di riferimento 1961-1990, la temperatura media del mese più freddo, gennaio, si attesta a +2,9 °C, quella del mese più caldo, agosto, è di +22,8 °C .
| Novafeltria        | Mesi | Mesi | Mesi | Mesi | Mesi | Mesi | Mesi | Mesi | Mesi | Mesi | Mesi | Mesi | Stagioni | Stagioni | Stagioni | Stagioni | Anno |
| Novafeltria        | Gen  | Feb  | Mar  | Apr  | Mag  | Giu  | Lug  | Ago  | Set  | Ott  | Nov  | Dic  | Inv      | Pri      | Est      | Aut      | Anno |
| ------------------ | ---- | ---- | ---- | ---- | ---- | ---- | ---- | ---- | ---- | ---- | ---- | ---- | -------- | -------- | -------- | -------- | ---- |
| T. max. media (°C) | 6,8  | 9,4  | 12,9 | 17,3 | 21,8 | 26,3 | 29,4 | 29,9 | 25,0 | 19,2 | 13,1 | 8,5  | 8,2      | 17,3     | 28,5     | 19,1     | 18,3 |
| T. min. media (°C) | −1,1 | 0,4  | 3,6  | 7,1  | 10,2 | 13,8 | 15,6 | 15,7 | 13,0 | 9,4  | 5,5  | 1,1  | 0,1      | 7,0      | 15,0     | 9,3      | 7,9  |